# Sefidia clasperella
Sefidia clasperella är en fjärilsart som beskrevs av Jan Asselbergs 1994. Sefidia clasperella ingår i släktet Sefidia och familjen mott. Inga underarter finns listade i Catalogue of Life.